# Những kẻ báo thù không bao giờ bị bắt
Những kẻ báo thù không bao giờ bị bắt (tiếng Nga: Неуловимые мстители) là bộ phim Viễn Tây Đỏ dành cho lứa tuổi thiếu nhi của đạo diễn Edmond Keosayan, ra mắt lần đầu năm 1967. Phim thu hút 54,5 triệu lượt khán giả năm 1967 (phần hai thu hút 66,2 triệu lượt khán giả năm 1969 và phần ba thu hút 60,8 triệu lượt khán giả năm 1973).
Truyện phim phỏng theo tiểu thuyết Lũ quỷ đỏ của nhà văn Pavel Blyakhin.

## Nội dung
Chuyện xảy ra ở một làng miền Nam Ukraina năm 1920, khi dân làng bị tướng cướp Burnasha đàn áp, bốn thiếu niên Valerka Mescheriakov, Yashka, Danka Schus cùng đứa em gái Ksanka mồ côi cả cha lẫn mẹ quyết tâm báo thù và đứng về phía chính quyền Soviet. Danka giả dạng là cháu họ của tên tướng cướp đã chui được vào hang ổ bọn phỉ, giúp những kẻ báo thù không bao giờ bị bắt bám sát từng đường đi nước bước của bọn phỉ để Hồng quân xóa sổ chúng.

## Diễn viên
- Viktor Kosykh... Dan'ka
- Mikhail Metyolkin... Valerka
- Vasili Vasilyev... Yashka (cậu bé Sygan)
- Valentina Kurdyukova... Ksanka
- Lev Sverdlin
- Yefim Kopelyan... Ataman Burmash
- Vladimir Treshchalov... Sidor Luty
- Boris Sichkin... Buba Kastorsky
- Inna Churikova
- Nadezhda Fedosova
- Gleb Strizhenov
- Savely Kramarov
- Lev Barashkov
- Vladimir Belokurov

## Hậu trường

### Nhạc phim
- Bài hát về những kẻ báo thù không bao giờ bị bắt (ca khúc chủ đề)

Nhạc: Boris Mokrousov

Lời: Yan Frenkel

Thể hiện: Mark Bernes

## Vinh danh
- Giải thưởng của Đoàn Thanh niên Cộng sản Lenin dành cho Edmond Keosayan (1967)